# Paus Agapitus I
Agapitus I of Agapetus I (Rome, ? - aldaar, 22 april 536) was de opvolger van paus Johannes II. Hij bekleedde dit ambt van 13 mei 535 tot zijn dood op 22 april 536. Agapitus komt van het Oudgriekse woord voor "de geliefde".
Agapitus werd geboren in Rome en was de zoon van de priester Gordianus. Zijn vader werd echter vermoord tijdens rellen onder het pontificaat van Symmachus. Agapitus I werd verkozen door de Roomse geestelijkheid, door middel van vrije pauselijke verkiezing (geen conclaaf!).
Agapitus werkte samen met Cassiodorus om in Rome een bibliotheek op te richten van kerkelijke auteurs in het Grieks en Latijn. Ze vertaalden ook Griekse boeken naar het Latijn.
Agapitus werd door de Ostrogotische koning Theodahad naar Constantinopel gestuurd om keizer Justinianus I, die plannen koesterde om Italië te veroveren, van gedachten te veranderen. Hij vertrok midden-winter met 5 bisschoppen naar Constantinopel. In februari 536 arriveerde hij daar en werd er met alle eer ontvangen. Hoewel hij op politiek niveau erg weinig bereikte, bereikte hij op religieus niveau wel veel. Agapitus maakte Anthimus, de patriarch van Byzantium, uit voor indringer en ketter, omdat deze zich zonder toestemming bij het monofysitisme had gevoegd. Anthimus trok zich hier niets van aan en zei dat Agapitus terug moest keren naar zijn verlaten stoel in Rome. Hier trok de paus zich ook niets van aan en weigerde dit. Dit maakte de keizer boos en hij dreigde zelfs zo ver te gaan om de paus te verbannen. De paus sprak de keizer hierover aan en overtuigde hem dat Anthimus niet geschikt was voor zijn ambt. Deze werd dus ontslagen en vervangen door de meer orthodoxe Mennas.
Kort hierna werd de paus ziek en stierf na een pontificaat van 10 maanden. Zijn lichaam werd in een loden kist teruggebracht naar Rome, waar hij in de Sint-Pieter werd begraven.
Hij wordt in het Oosten en Westen op 22 april herdacht, op de dag van zijn dood. In het westen wordt hij ook herdacht op 20 september, de dag van de overplaatsing naar de Sint-Pietersbasiliek .
Cursief: tegenpaus